# Pinus lumholtzii
Pinus lumholtzii (лат.) — вид вечнозелёных хвойных деревьев рода Сосна семейства Сосновые (Pinaceae). Естественный ареал распространения находится в Мексике. Вид не находится под угрозой исчезновения и практически не используется в коммерческих целях или в садоводстве.

## Ботаническое описание
Вечнозелёное дерево высотой до 20 метров. Ствол прямой и достигает диаметра на высоте 1,3 м 50-70 сантиметров. Кора ствола толстая, очень грубая и чешуйчатая, от тёмно-коричневой до серо-коричневой, разделённая на неправильные, удлинённые пластины и глубокие, широкие, вертикальные трещины. Ветви горизонтальные или восходящие, ветви высшего порядка, то есть не главные, тонкие, гибкие и нависающие. Крона деревьев широкая, куполообразная и в основном открытая. Молодые побеги безволосые, сначала покрыты восковым слоем, позже становятся красновато-коричневыми, а затем серыми.
Вегетативные почки яйцевидно-конические, заострённые и смолистые. Терминальные почки длиной около 15 миллиметров и диаметром 8 миллиметров, боковые почки меньше. Стебли, сформированные в виде почковидных чешуй, красновато-коричневые, суховато-кожистые, шиловидные, длиной до 10 миллиметров. Хвоинки растут по три, только в исключительных случаях по две или четыре, в игольчатом чехле, который начинается от 20 и обычно составляет 25-35 миллиметров в длину. Оболочка иглы состоит примерно из десяти красновато-коричневых чешуек, которые вскоре отделяются и образуют хохолок у основания, а затем полностью отпадают. Хвоя сильно поникающая, мягкая, толстая, светло-зелёная, 20-30 сантиметров, редко от 15 до 40 и более сантиметров длиной и 1,2-1,5 миллиметра, редко только 1,0 миллиметра толщиной. Они остаются на дереве в течение двух лет. Край иглы мелко зазубрен, конец заострён. На всех сторонах игл имеются хорошо заметные стоматы. Формируется от четырёх до восьми редко до десяти смоляных каналов.
Пыльцевые шишки растут небольшими группами. Вначале они розовые, позже жёлтые, цилиндрические, длиной 2-3 сантиметра при полном росте, диаметром около 5 миллиметров. Семенные шишки растут по бокам или на концах веток, обычно поодиночке, реже по две или три на изогнутых стебельках длиной 10-15 миллиметров, которые легко отламываются и остаются на шишке. Зрелые шишки закрытые яйцевидные до яйцевидно-заостренных, открытые яйцевидные до яйцевидно-заостренных, от 3 обычно 3,5 до 5,5 и редко до 7 см длиной и от 2,5 обычно 3 до 4,5 см шириной. В основном от 60 до 80 редко от 50 и до 100 семенных чешуй густо одревесневшие, более или менее прямоугольные, широко раскрывающиеся, при этом чешуи у основания остаются закрытыми или даже сросшимися. Апофиз утолщён по внешнему краю, нечетко поперечно килеватый, с ромбическим или пятиугольным контуром, охристый или красновато-коричневый. Апофиз базальной чешуи клиновидный. Умбо плоский или слегка выступающий и вооружен маленьким, скоро опадающим корешком. Семена обратнояйцевидные, слегка сплюснутые, длиной от 3 до 5 миллиметров, тёмно-коричневые с чёрными точками. Крылья семян длиной от 8 обычно 10 до 14 миллиметров, шириной от 4 до 6 миллиметров, желтоватые или серовато-коричневые.

## Распространение и экология
Естественный ареал вида находится в горах Западной Сьерра-Мадре на территории штатов Чиуауа, Синалоа, Дуранго, Наярит, Халиско, Сакатекас и др.
Вид произрастает на высоте от 1700 до 2600 метров, редко от 1500 до 2900 метров на нижних и средневысотных склонах Сьерра-Мадре. Территория распространения классифицируется как зона зимней суровости 9 со среднегодовыми минимальными температурами от −6,6° до −1,2° С. Годовое количество осадков составляет около 500—600 миллиметров, за исключением самых влажных и самых сухих районов, и выпадает в основном в виде летних дождей. Обычно вид растёт в смешанных лесах, состоящих из дубов и сосен. Другие сосны, которые часто встречаются вместе с Pinus lumholtzii, это сосна гладколистная (Pinus leiophylla), сосна аризонская (Pinus arizonica), сосна Дугласа (Pinus douglasiana), Pinus teocote и сосна яйцеплодная (Pinus oocarpa). В более дождливых районах встречается вместе с сосной белой мексиканской (Pinus ayacahuite) и псевдотсугой Мензиса (Pseudotsuga menziesii), а в более сухих районах может встречаться вместе с сосной кедровидной (Pinus cembroides).
В Красной книге МСОП вид классифицируется как не находящийся под угрозой исчезновения.

## Систематика и история исследований
Впервые вид был научно описан в 1895 году Бенджамином Линкольном Робинсоном и Мерриттом Линдоном Фернальдом в «Proceedings of the American Academy of Arts and Sciences». Видовой эпитет lumholtzii дан в честь норвежского натуралиста Карла Люмхольтца (1851—1922), возглавлявшего научную экспедицию, в ходе которой был найден типовой экземпляр.
Pinus lumholtzii своей поникающей хвоей напоминает гораздо более крупную Сосну раскидистую (Pinus patula), произрастающую в более влажных районах восточной и южной Мексики. Однако более детальный анализ, например, поникающих листовых влагалищ позволяет предположить более близкое родство с сосной гладколистной (Pinus leiophylla).

## Использование
Из-за своей редкой встречаемости в смешанных лесах вид не имеет большого экономического значения. Однако в некоторых районах она подвергается чрезмерной эксплуатации вместе с другими соснами ради древесины. В Мексике вид известен под названием «pino triste» (в переводе — «траурная сосна») из-за поникших иголок, но, тем не менее, редко используется в садоводстве.